# Byrrhus cyclophorus
Byrrhus cyclophorus är en skalbaggsart som beskrevs av Kirby 1837. Byrrhus cyclophorus ingår i släktet Byrrhus och familjen kulbaggar. Inga underarter finns listade i Catalogue of Life.